# 5 (FIVE)
Pour les articles homonymes, voir 5 (homonymie).
Albums de Berryz Kōbō
4th Ai no Nanchara Shisū
(2007) 6th Otakebi Album
(2010)
Compilations par Berryz Kōbō
Berryz Kōbō Special Best
(2009)
Singles
1. Tsukiatteru no ni Kataomoi
Sortie : 28 novembre 2007
2. Dschinghis Khan
Sortie : 12 mars 2008
3. Yuke Yuke Monkey Dance
Sortie : 9 juillet 2008

5, sous-titré "(FIVE)" et prononcé en anglais, est le cinquième album de Berryz Kōbō.

## Présentation
L'album sort le 10 septembre 2008 au Japon sur le label Piccolo Town. Il est écrit, composé et produit par Tsunku, à part la reprise homonyme du groupe allemand Dschinghis Khan. Il atteint la 11e place du classement des ventes hebdomadaire de l'Oricon. Il restera le troisième album le plus vendu du groupe, après ses deux premiers. Il sort aussi en édition limitée au format CD+DVD avec une pochette différente et un DVD en supplément.
L'album contient douze titres, dont trois sortis précédemment en singles (Tsukiatteru no ni Kataomoi, Dschinghis Khan et Yuke Yuke Monkey Dance) et une version remixée d'un quatrième déjà paru en album (Special Generation). Cinq des autres chansons ne sont interprétées que par quelques membres ou en solo. Quatre des chansons de l'album figureront aussi sur la compilation Berryz Kōbō Special Best Vol.1 de 2009 (les trois singles, et Be).

## Formation
Membres créditées sur l'album :
- Saki Shimizu
- Momoko Tsugunaga
- Chinami Tokunaga
- Miyabi Natsuyaki
- Māsa Sudō
- Yurina Kumai
- Risako Sugaya

## Pistes
CD
1. Happy Stand Up! (HAPPY Stand Up!?)
2. Kono Yubi Tomare! (この指とまれ!?) (chanté par Momoko Tsugunaga, Chinami Tokunaga, Māsa Sudō)
3. Baka ni Shinaide (バカにしないで?) (chanté par Saki Shimizu, Miyabi Natsuyaki, Yurina Kumai et Risako Sugaya)
4. Yuke Yuke Monkey Dance (行け 行け モンキーダンス?) (17e single)
5. Ah Merry-go-round (chanté par Saki Shimizu et Momoko Tsugunaga)
6. Clap (CLAP!?) (chanté par Chinami Tokunaga, Miyabi Natsuyaki and Yurina Kumai)
7. Real Love (REAL LOVE?) (chanté par Risako Sugaya)
8. Yume wo Hitotsubu ~Berryz Kamen Ending Theme~ (夢を一粒〜Berryz仮面 Ending テーマ〜?)
9. Dschinghis Khan (ジンギスカン?) (16e single)
10. Tsukiatteru no ni Kataomoi (付き合ってるのに片思い?) (15e single)
11. Be (BE?)
12. Special Generation (Eccentric Remix) (スッペシャル　ジェネレ～ション (Eccentric Remix)?) (remix du 6e single)

DVD de l'édition limitée
Extraits du "Berryz Kobo Festival ~2008 Natsu~" (Berryz工房 フェスティバル ~2008夏~)
1. Event Part 1 (イベント Part 1?)
2. Maji Good Chance Summer (マジ グッドチャンス サマー?)
3. Event Part 2 (イベント Part 2?)
4. Yuke Yuke Monkey Dance (行け 行け モンキーダンス?)
5. Ending (エンディング?)
6. ? (握手会?) (rencontre avec le public)